# Rossschweif

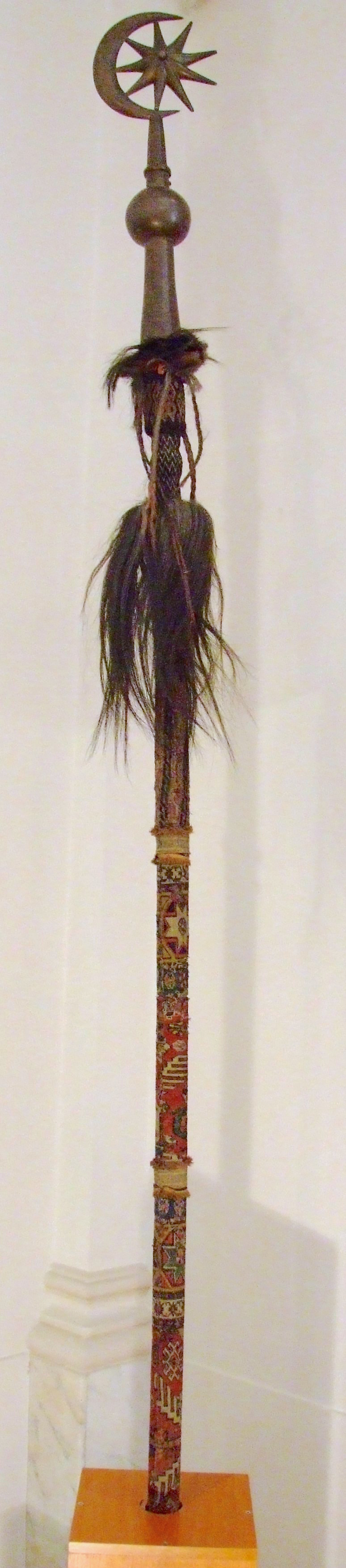
Rossschweif als Rangabzeichen

Der Rossschweif (osmanisch طوغ İA ṭuġ; auch توغ / tuġ) ist ein im Osmanischen Reich rund 400 Jahre verwendetes Würdezeichen.
Der Rossschweif wurde seit jeher bei den Reitervölkern Zentralasiens, bei Tataren, Turkvölkern und Mongolen verwendet. Bei letzteren hat er symbolische Bedeutung und wird auch für die Saiten und die Bogenbespannung der Pferdekopfgeige verwendet. Das anfangs auf eine schmucklose Stange gesteckte Abzeichen kennzeichnete zur Zeit seines Aufkommens vermutlich den Standort eines Reiterführers. Als sich der Rossschweif zu einem Symbol und Rangabzeichen hoher osmanischer Würdenträger wandelte, wurde auch die handwerkliche Gestaltung des Abzeichens aufwendiger. Der Rossschweif wurde nun an dem oberen Ende eines teilweise gedrechselten und im unteren Teil ausgehöhlten Holzschafts befestigt. Dieser war mit einem gemusterten Geflecht aus unterschiedlich gefärbten Pferdehaaren überzogen. Die Spitze schmückte eine goldene Kugel. Einige Exemplare dieser Rossschweife befinden sich im Badischen Landesmuseum Karlsruhe in der Sammlung Karlsruher Türkenbeute sowie im Saalbereich Türkenkriege im Wiener Heeresgeschichtlichen Museum.

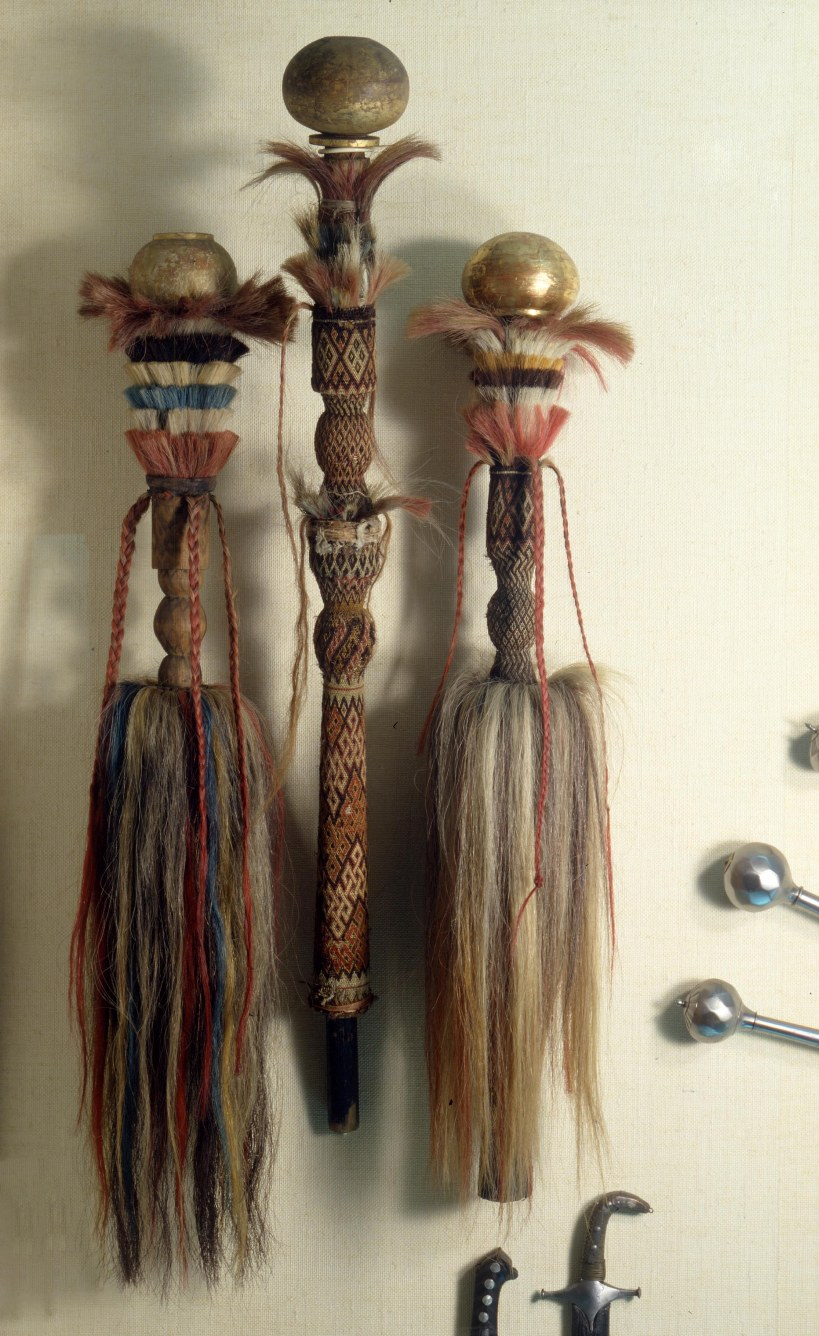
Türkische Rossschweife (HGM)

Die Anzahl der Rossschweife, die im Osmanischen Reich ein Würdenträger führen durfte, hing von seinem Platz in der Hierarchie ab: Der Sultan beanspruchte sechs, im Kriegsfall bis zu neun Rossschweife. Dem Großwesir gebührten fünf, den Wesiren drei. Den Großstatthaltern (Beylerbeyi) von Anatolien (asiatischer Teil des Osmanenreichs) und Rumeli (europäischer Teil) wurden zwei Rossschweife verliehen. Paschas führten zwei, in seltenen Fällen der persönlichen Auszeichnung auch drei Rossschweife. Die Gouverneure (Bey bzw. Sancakbey) der Unterprovinzen kennzeichnete ein Rossschweif. 
Analog galt der Brauch für die Generalsränge des osmanischen Heeres, die ein bis drei Rossschweife führten. Die Kommandanten (ağa) der Janitscharen rangierten gleichauf mit den Paschas, weshalb ihnen ebenfalls zwei bis drei Rossschweife zustanden. Als 1826 die alte Heeresverfassung aufgehoben und die Neuaufstellung einer nach westlichen Standards organisierten Armee (Asâkir-i Mansûre-i Muhammediye, etwa: Die siegreichen Soldaten Mohammeds) befohlen wurde, kamen in der Armee die Rossschweife in Wegfall. Dennoch wurde die traditionelle Unterscheidung in Ein-Rossschweif-, Zwei-Rossschweif- und Drei-Rossschweif-Pascha beibehalten und endete erst 1922, mit der Abschaffung des Sultanants. Zuletzt rangierte der Müşir (Feldmarschall) mit einem Wesir, der Ferik (General/Generalleutnant) mit einem Beylerbey.
Den allgemeinen Gebrauch von Rossschweifen beendete Sultan Mahmuds II. (1785/1808–1839).